# 이리얼 파드
이리얼 파드 또는 이리얼 파흐(아일랜드어: Irial Fáid, Irial Fáith→선지자)는 에레원의 막내아들로, 아일랜드 신화와 전통 전승에 따르면 쿨 마르하 전투에서 자기 형제 리그네와 라그네의 복수로서 에베르 핀의 아들들인 에르, 오르바, 페론, 페르그나를 죽이고 아르드리가 되었다. 그의 치세 동안 12개의 황무지를 개척했으며, 7개의 요새를 축조했고, 포워르와 4차례에 걸쳐 전투를 벌였다. 이리얼 파이스는 10년 동안 에린을 통치한 뒤 아들 에흐리엘에게 아르드리의 위를 물려주고 사망했다.
《에린 침략의 서》에 따르면, 이리얼 파드의 치세는 아시리아의 타우타네스 치세와 동시대이며(히에로니무스의 《크로니콘》에 따르면 기원전 1191년 ~ 기원전 1182년), 제프리 키팅은 이리얼 파드의 치세를 기원전 1269년 ~ 기원전 1259년, 《에린 왕국 연대기》는 기원전 1681년 ~ 1671년으로 추산하고 있다.
| 전임 에르, 오르바, 페론, 페르그나 | 에린의 지고왕 LGE d. 기원전 1182년 이전 AFM 기원전 1681년 ~ 기원전 1671년 FFE 기원전 1269년 ~ 기원전 1259년 | 후임 에흐리엘 |